# Система природи (Гольбах)

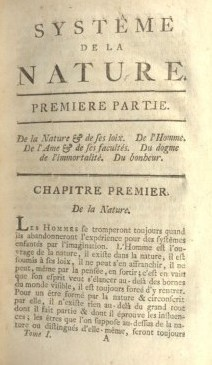
Opening page of The System of Nature.

«Систе́ма приро́ди» — головний твір французького філософа Поля-Анрі Гольбаха, надрукований 1770 року.
Праця складається з двох частин:
1. Про природу та її закони, про людину, душу і її особливості, про догмат безсмертя, про щастя.
2. Про Бога, докази його існування, його атрибути, спосіб його впливу на щастя людей.

## Концепції
Вихідне поняття світогляду Гольбаха — природа, що є сукупністю всіх тіл і рухів. За допомогою цього поняття він пояснює інші явища — суспільство, пізнання тощо. Природа діє за простими, незмінними законами. Все в ній перебуває в русі. Спокій відносний або уявний. Рух — це спосіб існування матерії, що з необхідністю випливає з її сутності.
Матерія вічна, її загальні властивості — протяжність, притягання й відштовхування, подільність, непроникність, фігура, рухливість, тяжіння, інерція тощо. Гольбах розумів матерію в цілому механістично. Природа, на його думку,— велике ціле; все у всесвіті підпорядковано необхідності і пов'язане завдяки причинності. Ніщо не утворюється випадково.
Людина — частина природи. Вона — суто фізична істота.
Матеріалізм Гольбаха — натуралістичний. Душа — функція організму. Внаслідок універсального зв'язку не існує самостійної духовної субстанції. Теорія пізнання Гольбаха метафізична і споглядальна. Основною розумовою здібністю, за Гольбахом, є відчуття, похідними від них є сприйняття, ідея, уявлення, розсудок тощо. Гольбах припускав, що відчуття — загальна властивість матерії. Мислення розумілося лише як здатність комбінувати відчуття та сприйняття.
Критерій істини — чуттєвий досвід, експеримент. Всі ідеї людини — наслідок впливу матеріальних причин. Матеріалізм Гольбаха, таким чином, має сенсуалістичний характер. У його вченні досить сильні елементи агностицизму, які випливають з нерозуміння ним якісної відмінності чуттєвості і мислення.
Погляди на суспільство, викладені в «Системі природи», мають ідеалістичний характер. Всі вчинки людини, за Гольбахом, підпорядковані фатальній необхідності. Дії людини визначаються потребами, потреби породжують пристрасті, на основі яких виникають думка (мета) та її реалізація. Гольбах вважав, що інтерес є єдиним мотивом людських дій, а користь — мірилом людських суджень. Завдяки фізичним і розумовим відмінностям люди необхідні одні одним, тобто вони є суспільними істотами.
Суспільство — наслідок договору між людьми, мета якого — взаємна користь людей (див. Соціальний контракт). Від природи людина не добра й не зла. Тією чи іншою її робить виховання. Вона — продукт середовища. Але саме середовище — результат діяльності людей. Цієї антиномії Гольбах не міг розв'язати. Надії на поліпшення суспільства він покладав на освіченого монарха. Причину рабського становища людей він вбачав у неуцтві, в релігії. З розвитком пізнання зникає віра в богів.
Матеріалізм Гольбаха — атеїстичний, вільний від теологічних непослідовностей. «Система природи» — основний твір французького матеріалізму 18 століття.